# Rio Metauro
O Metauro (em latim: Metaurus ou Mataurus) é um rio da Itália. Nasce nos Apeninos e corre para o leste por 109 km e deságua no Adriático ao sul de Fano.
É considerado o maior rio da região de Marcas (na realidade é superado pelo rio Tronto com seus 115 km), mas se é incluído no Metauro o ramo nascente do Meta, o seu comprimento chega a 121 km no total) e é o primeiro absoluto pela vazão média (cerca de 21 m³/s) e extensão da bacia (1.325 km²).

## História
Duas grandes batalhas foram travadas nas margens do Metauro nos tempos antigos:
- Em 207 a.C., Asdrúbal Barca, enquanto marchava para ajudar Aníbal, foi derrotado e aprisionado por um exército romano liderado pelos cônsules Marco Lívio Salinador e Caio Cláudio Nero. A Batalha do Metauro foi a batalha decisiva da Segunda Guerra Púnica. O local exato da batalha é incerto; a tradição aponta lugares entre Fossombrone e passo de Furlo, mas é provável que tenha ocorrido mais próximo da costa adriática.
- Em 271, o imperador romano Adriano derrotou na Batalha de Fano, próximo ao rio, os alamanos, que tinham invadido o norte da Itália no ano anterior.